# ستيفن نايت
ستيفن نايت (بالإنجليزية: Steven Knight) (و. 1959  م) هو كاتب سيناريو، ومخرج أفلام بريطاني، ولد في برمينغهام.

## التعليم
تعلم في كلية لندن الجامعية.

## جوائز وترشيحات
حصل على جوائز منها:
- جائزة إدغار
- دائرة نقاد لندن
- جوائز السينما المستقلة البريطانية.

ترشح لـ:
- جائزة الأوسكار لأفضل كتابة "سيناريو أصلي"، عن عمل: Dirty Pretty Things (film) [الإنجليزية]‏.

## وصلات خارجية
- ستيفن نايت على موقع IMDb (الإنجليزية)
- ستيفن نايت على موقع قاعدة بيانات الأفلام العربية
- ستيفن نايت على موقع ألو سيني (الفرنسية)
- ستيفن نايت على موقع أول موفي (الإنجليزية)
- ستيفن نايت على موقع بوكس أوفيس موجو (الإنجليزية)
- ستيفن نايت على موقع قاعدة بيانات الأفلام السويدية (السويدية)
- ستيفن نايت على موقع قاعدة بيانات الفيلم (الإنجليزية)
- ستيفن نايت على موقع كينوبويسك (الروسية)